# Draco (James Bond)
Marc-Ange Draco é uma personagem criada por Ian Fleming para o livro e filme 007 A Serviço Secreto de Sua Majestade, baseado no nome em espanhol do pirata e nobre inglês Sir Francis Drake. Nos cinemas ela foi representada pelo ator italiano Gabriele Ferzetti.

## No filme
Draco é o líder de um dos maiores sindicatos de crime internacionais, a 'União Corsa', e pai de Teresa di Vicenzo (Draco de nascimento, condessa di Vicenzo do primeiro casamento ), futura esposa de James Bond. Ele esconde suas atividades com um império montado em diversas atividades legais de fachada como construção, demolição e exploração imobiliária.
Draco conhece Bond apresentado por sua filha e acha que o espião poderia ser o marido ideal para sua errante e rebelde filha, apoiando que ele intensifique um relacionamento amoroso com ela e chega a lhe oferecer US$ 1 milhão para que se case com Tracy. É também ele que dá a pista de uma ligação entre Blofeld e um advogado suíço para 007. Seu império do filme se mostra fundamental quando ele e seus homens atacam e explodem a fortaleza de Ernst Stavro Blofeld nos Alpes suíços para ajudar Bond e Tracy a escaparem das garras do vilão.
É depois do casamento dos dois, realizado em sua fazenda em Portugal - e quando ele cumpre sua palavra e dá US$ 1 milhão a 007, recusado por ele -  que Tracy é morta por Blofeld e Irma Bunt quando viajava para sua lua-de-mel com Bond.